# ロヂャース (小売店)
ロヂャースは、埼玉県さいたま市桜区に本社を置く、北辰商事株式会社（ほくしんしょうじ）が運営するディスカウントストア。2025年現在、埼玉県と東京都に店舗を有する。

## 概説
1970年（昭和45年）2月26日に太田実が北辰商事株式会社を設立する。1972年（昭和47年）2月に旧浦和市の新大宮バイパスと埼大通りの交差点付近で開業した、ボウリング場「ロヂャースボウル」が発祥である。洗濯機や冷蔵庫も提供されるなど景品が豪華で当時有名であったが、ボウリングブームの低下から1973年（昭和48年）6月に「ロヂャース浦和店」を開店して小売業に転換した。「日本最初のディスカウントストア」をうたい、豪華景品の仕入れを元に、ボウリングレーンの上に床板を張り、屋上にボーリングピンのモニュメントが2005年の大規模改築まで設置されるなど、簡素な改装で開業した。
総合ディスカウントストアとして食料品、日用品雑貨、家電製品、衣料、レジャー用品、医薬品（久喜店、北本店、川口店、毛呂山店、加須店、八潮店、吉祥寺店、浅草店及び、ロヂャースマート大和田店、入間店、マイカイマート上尾店、東所沢店、指扇店を除く）など多様な商品を扱い、プライベートブランド商品「mykai マイカイ」も手がけている。
クレジットカードは、2003年頃から2007年頃までの間にソニーファイナンスと提携して発行された「ロヂャースカード」以外は扱わず、現金販売に特化していたが、2019年4月から国際ブランドカードのVisa・Master・JCB・AMEX・Dinersが利用できる。浦和店の埼大通り側正面入口に1980年代後半から2000年頃まで東京シティファイナンスの「SEIYUキャッシュポイント」が設置されていた。2019年4月1日から各種クレジットカードと電子マネーに対応し、2020年1月31日からマイカイカードを発行している。ネット店舗もクレジットカードが利用できる。
「ロヂャース」の名称は前社長の太田実が好んだ、女優ジンジャー・ロジャースから採っている。
多くの店舗は1990年代の後半に改築あるいは新規出店され、実質的な本店の浦和店も30年を経過した2005年に建て替えに近い大改築を行い、ボウリング場の面影はない。
1987年に放送されたテレビCMとウェブサイトの開設時からディスカウントスーパーを名乗っている。
2011年10月10日をもって、建て替えのため戸田店がいったん閉店、翌年10月10日に新しくなった建物で開店した。
2016年1月から、ピーク時間帯のレジ行列解消に向けてセミセルフレジの導入を順次進めている。
2016年5月28日、ロヂャースマートとしての第1号店となる大和田店が開店した。
2018年7月1日、本社を武蔵野市の吉祥寺店からさいたま市桜区の浦和店内へ移転し、代表取締役社長が太田実から太田順康となる。
2018年9月13日、マイカイマートとしての第1号店となる上尾店が開店した。
2019年3月12日、吉祥寺ダイヤ街にある吉祥寺店を閉店し、ダイヤ街内で移転して4月13日に新装開店した。
2019年6月27日、東京23区への初出店となる浅草店が開店した。
2019年12月9日、前社長の太田実が94歳で死去。
2021年1月22日、閉店したスーパーバリュー東所沢店の建物に入居する形でマイカイマート東所沢店が開店した。
2022年3月16日、デンキチ入間店に併設する形でロヂャースマート入間店が開店した。
2023年3月9日、閉店したライフ毛呂山店の建物に入居する形で毛呂山店が開店した。同日にデンキチ毛呂山店も併設する形で開店した。
2024年1月24日、閉店した島忠ホームセンター加須店の建物に入居する形で加須店が開店した。
2024年7月17日、閉店したマルエツ八潮店の跡地に八潮店が開店した。
2024年11月25日～12月3日まで新座店が店舗改装のため一時休業、翌4日に営業を再開した。
2025年2月26日、閉店したスーパー「やおかつ」の建物に入居する形でマイカイマート指扇店が開店した。

## 店舗
- 主力の「ロヂャース」のほか、品揃えを絞った「ロヂャースマート」、食品中心の「マイカイマート」の3業態がある。
- 各店舗の詳細は公式ウェブサイト「店舗情報」を参照。

## その他
- 映画『Shall we ダンス?』に協賛し、劇中でダンス大会の看板に「ロヂャース」と表示されて全国で知られた。当時社長の太田実が自宅にダンス場を設けるほどに社交ダンスを愛好し、日本インターナショナルダンス選手権大会などダンス競技会場で協賛や看板を出していた。
- 以前は福岡県にも別会社が運営するロヂャースがあった。これは福岡県で貸衣装業『三角商事』を営む三角光徳が、ある雑誌に掲載された北辰商事の記事を読み1978年5月に社長の太田実を訪問すると、太田は光徳に「いつでも修業においで」と伝え、秋から光徳と弟の勝信が太田の家に住み込み修業。その成果により太田は「暖簾分け」と屋号の使用を認め、同年末に福岡県でのロヂャース開業に至った。その後三角商事は福岡県内での多店舗展開を進め、売上高では“本家”である当社を上回る規模にまで成長した。なお、三角商事のロヂャースは2004年に店名が『ルミエール』へと改称されたが、店舗で「mykai」商品を取り扱うなど、当社との関係は現在でも維持されている。
- 『進め!電波少年』の企画「社長のカツラをかぶって人生の勝利者になりたい！」で、社長の太田実は松村邦洋にカツラが外されかけた（1995年3月12日放送）。
- 神奈川県鎌倉市手広に「鎌倉ロヂャース」が存在したが、2007年11月30日に閉店した。
- 開店当初は大宮店の看板に「ロヂャース2」と記していた。商品をパレットに積載された入荷時の状態で大型倉庫に並べて販売して管理費の抑制を試みたが、のちに一般的な陳列方法と通常の店舗名に変更した。
- 「行くならみんなでロヂャース」のキャッチコピーで林家ペー&パー子を起用したテレビコマーシャルを放送していた。
- 太田実の息子である太田万三彦は、ディスカウントストアのジェーソンを経営している。
- 漫画家、楳図かずおが好んで着用している紅白ボーダーのTシャツはロヂャース吉祥寺店で大量購入したものである[23]。

## 店舗例ギャラリー

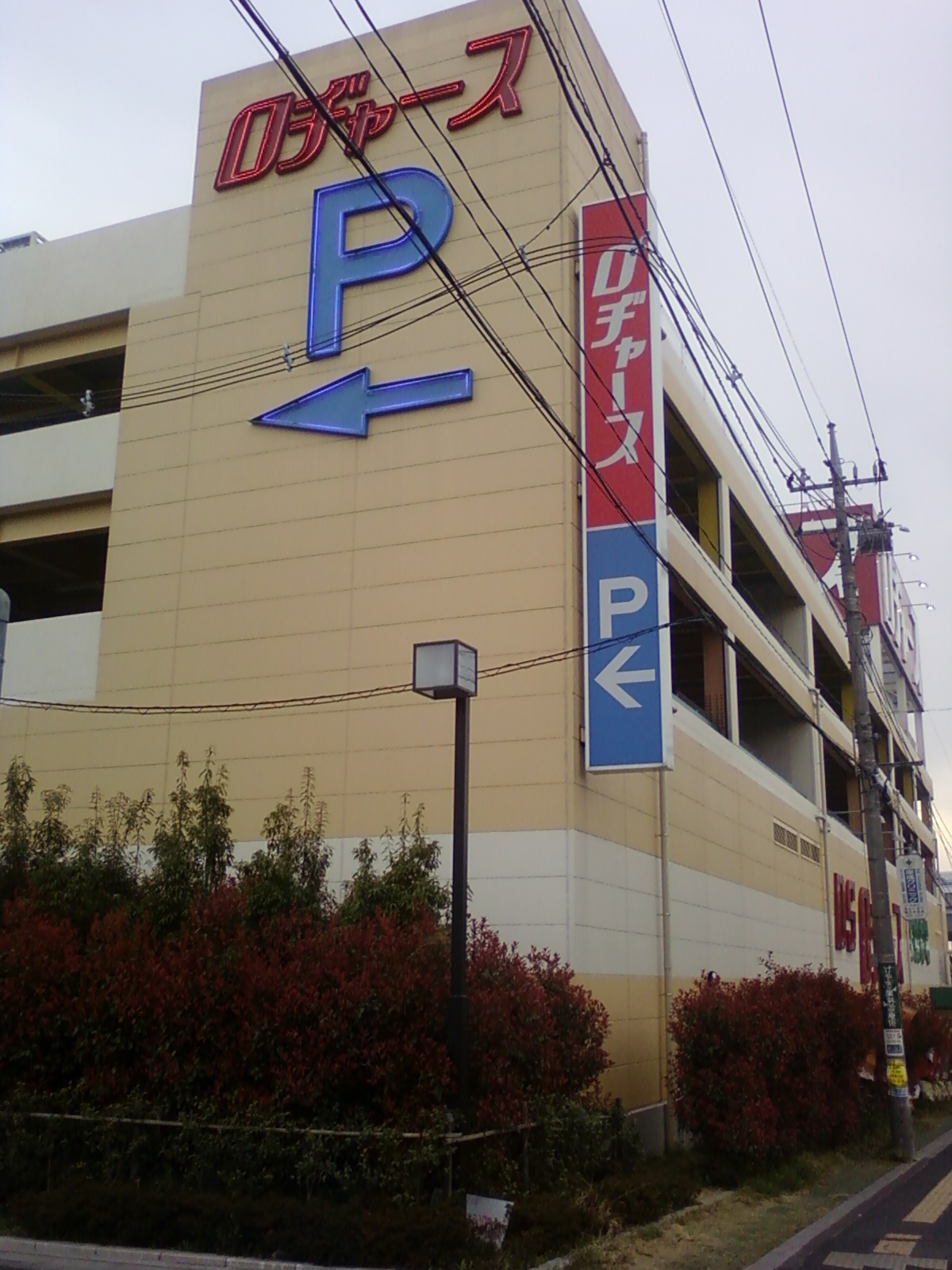
ロヂャース浦和店
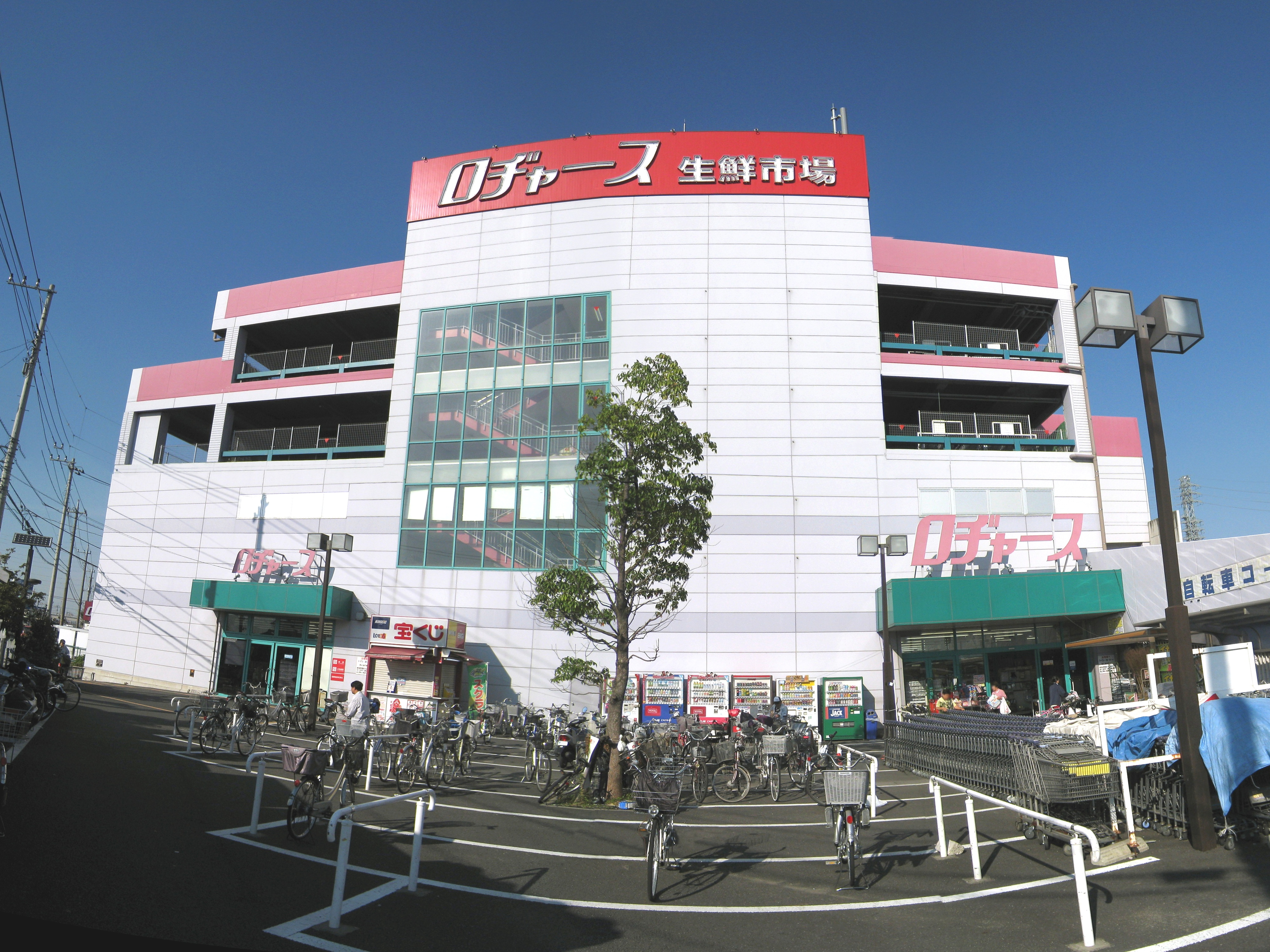
ロヂャース越谷店
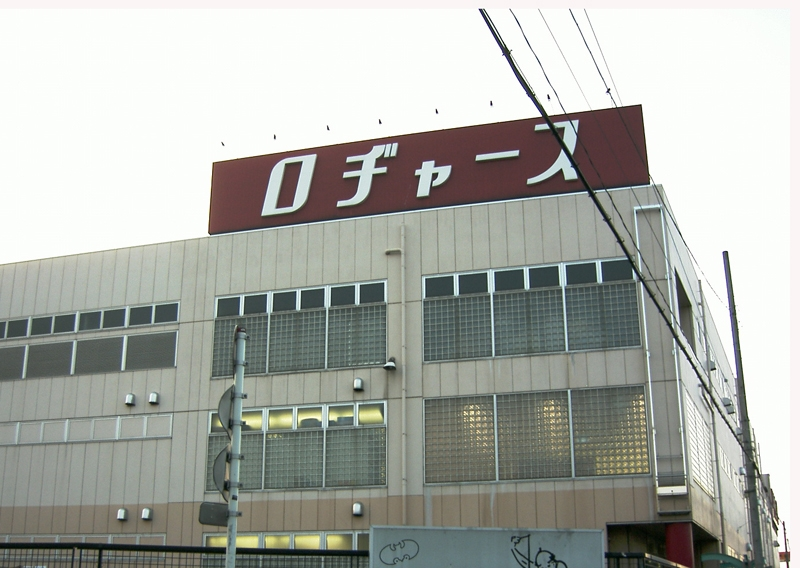
ロヂャース新座店
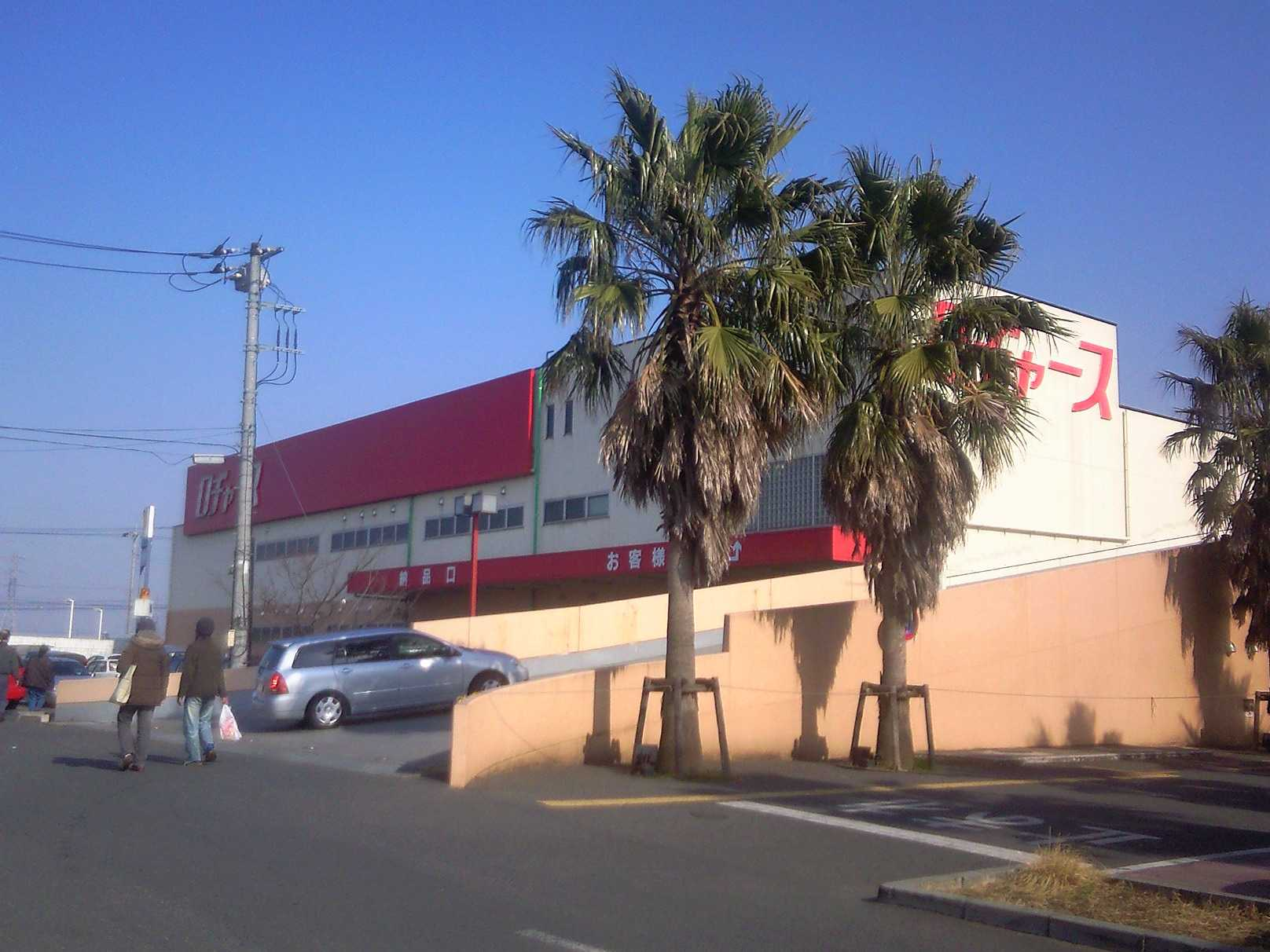
ロヂャース北本店
移転開店前のロヂャース吉祥寺店

## マスコットキャラクター
- 辰（しん）ちゃん

タツノオトシゴをモチーフとしたキャラクター。2005年頃に登場し、2017年まで使われた。現在はロヂャースWebキャラクター。
- 猫たち＆原島（はらしま）ろぢゃミ

商品単独訴求や季節商品などで、2017年以降見られるイラストである(当初は浦和店限定であった)。
膝まであるロングのお団子ヘア、グラマラス(巨乳)で、まつ毛が黒の太線で描かれた吊り眼だが笑顔が可愛い女性キャラのろぢゃミと、文面の周囲に猫が数匹描かれるのが基本的なデザインで、ろぢゃミは季節や商品の特徴などに合わせた色々な服装やコスプレをした姿で描かれる。基本服装は、白のドレスシャツに赤いネクタイ、紺のジーパンで、緑色のエプロン（胸に「ロヂャース」と白文字で大書されているものとないものがある）を掛けた店頭勤務者姿（詳細なイメージは末尾の公式インスタグラムを参照）。
2019年はmykaiマークに「原島ろぢゃミ専用」と記された赤色ボディボードを支える立ち姿が描かれ、この時に初めて全名が明かされた。
誕生日は10月11日(2020年の「手帳・ダイアリー」大型POP広告で、この日が誕生日であり焼肉が食べたい、と本人が言っていたことから判明)。
全て「原島」という苗字の社員がデザイン、執筆している。アルバイト募集の広告では原島本人は白黒のはちわれの猫として描かれており、アルバイトを経て正社員になっていることが描かれている。
氏名・姿、共に商標登録済（第6350861号）。

#### 広報資料・プレスリリースなど一次資料
1. 1 2  公式ウェブサイト お知らせ 「代表取締役人事及び本社移転のお知らせ」 (PDF) （2018年7月1日）
2. ↑  公式HPより。